# Universellt brödraskap
Universellt brödraskap är ett filosofiskt, andligt och sociopolitiskt koncept som betonar alla människors enhet bortom skillnader i ras, nationalitet, religion eller klass. Idén har utforskats i olika religiösa traditioner, filosofiska system och politiska rörelser genom historien.

## Historisk och religiös kontext
Begreppet universellt broderskap förekommer i flera religiösa och filosofiska traditioner. Inom hinduismen uttrycker frasen vasudhaiva kutumbakam ("världen är en familj") tron på ett universellt släktskap mellan alla människor. På liknande sätt främjar kristendomen idén genom läror som "älska din nästa" (Luke 10 27) och mänsklighetens enhet i Kristus (Galatians 3 28). Islam upprätthåller en form av universellt brödraskap inom Ummah, eller det globala muslimska samfundet, som överskrider etniska och nationella gränser.
Inom västerländsk esoterism anser teosofin att universellt broderskap är en kärnprincip. Teosofiska sällskapet, grundat av Helena Blavatsky år 1875, förespråkade idén att alla människor delar ett gemensamt andligt ursprung och öde. Frimureriet omfattar också idén om broderskap och lär att alla människor är lika under "Guds faderskap".

## Moderna perspektiv
I samtida diskussioner kopplas universellt broderskap till mänskliga rättigheter, globalisering och internationellt samarbete. Den allmänna förklaringen om de mänskliga rättigheterna (1948) återspeglar delar av denna idé genom att bekräfta alla individers jämlikhet och värdighet, oavsett bakgrund.